# 皮氏孟加拉鯪
皮氏孟加拉鯪（学名：Bangana pierrei）為輻鰭魚綱鯉形目鯉科的其中一個種，分布於亞洲湄公河及湄南河流域，體長可達80公分。

## 扩展阅读
維基物種上的相關：皮氏孟加拉鯪